# Bill Frisell/Diskografie

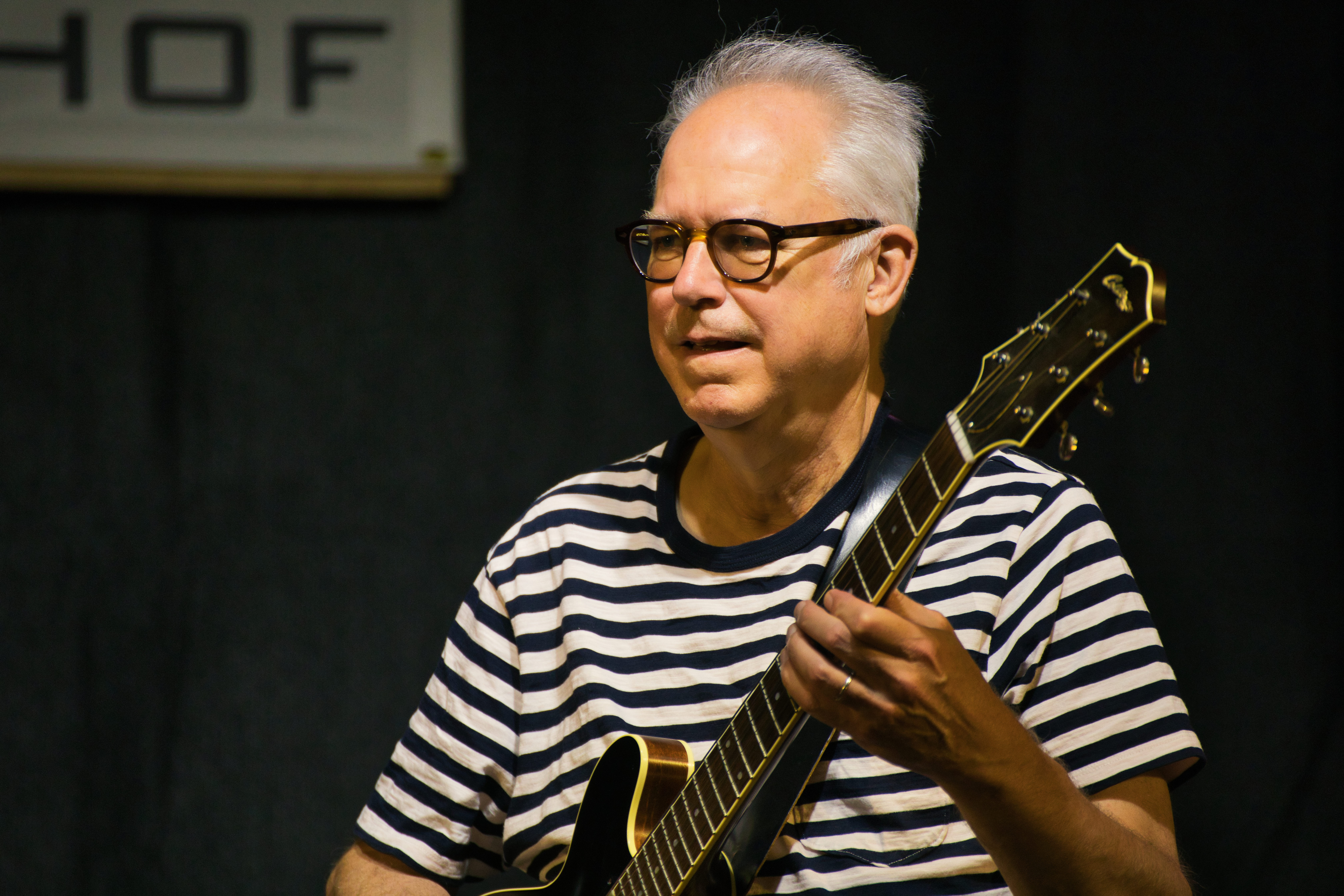
Bill Frisell auf dem INNtöne Jazzfestival 2021

Diese Diskografie ist eine Übersicht über die musikalischen Werke des Gitarristen Bill Frisell, der Bands deren Mitglied er war/ist und Veröffentlichungen, zu denen er einen signifikanten Beitrag leistete.

## Alben unter eigenem Namen

### Studio- und Livealben
- 1983: In Line (ECM)
- 1984: Rambler (ECM)
- 1987: Lookout for Hope (ECM)
- 1989: Before We Were Born (Nonesuch)
- 1990: Is That You? (Nonesuch)
- 1991: Where in the World? (Nonesuch)
- 1992: Have a Little Faith (Nonesuch) – mit Joey Baron, Don Byron, Kermit Driscoll, Guy Klucevsek.
- 1994: This Land (Nonesuch) – mit Joey Baron, Don Byron, Billy Drewes, Kermit Driscoll, Curtis Fowlkes.
- 1995: Go West: Music for the Films of Buster Keaton (Nonesuch) – mit Joey Baron, Kermit Driscoll.
- 1995: The High Sign / One Week: Music for the Films of Buster Keaton (Nonesuch) – mit Joey Baron, Kermit Driscoll.
- 1995: Live (Gramavision)
- 1996: Quartet (Nonesuch) – Jahrespreis des Preises der Deutschen Schallplattenkritik
- 1997: Nashville (Nonesuch) – mit Pat Bergeson, Ron Block, Jerry Douglas, Robin Holcomb, Viktor Krauss, Adam Steffey.
- 1998: Gone, Just Like a Train (Nonesuch) – mit Jim Keltner, Viktor Krauss.
- 1999: The Sweetest Punch: The New Songs of Elvis Costello & Burt Bacharach, Arranged by Bill Frisell (Decca) mit Costello und Cassandra Wilson
- 1999: Good Dog, Happy Man (Nonesuch) – mit Ry Cooder (nur No. 5: Shenandoah), Wayne Horwitz, Viktor Krauss, Jim Keltner, Greg Leisz.
- 2000: Ghost Town (Nonesuch) – solo.
- 2001: Blues Dream (Nonesuch) – mit Billy Drewes, Curtis Fowlkes, Greg Leisz, Ron Miles, David Piltch, Kenny Wollesen.
- 2001: With Dave Holland and Elvin Jones (Nonesuch).
- 2002: The Willies (Nonesuch) – mit Danny Barnes, Keith Lowe.
- 2003: The Intercontinentals (Nonesuch) – mit Sidiki Camara, Vinicius Cantuaria, Christos Govetas, Greg Leisz, Jenny Scheinman.
- 2004: Unspeakable (Nonesuch) – mit Don Alias, Steven Bernstein, Briggan Krauss, Tony Scherr u. a.
- 2005: Richter 858 (Songlines)
- 2005: East/West (Nonesuch) – CD-1 West: Live-Aufnahmen aus dem Yoshi’s in Oakland – mit Viktor Krauss, Kenny Wollesen; CD-2 East: Live-Aufnahmen aus dem Village Vanguard in New York – mit Tony Scherr, Kenny Wollesen.
- 2005: Further East / Further West (Nonesuch)
- 2006: Bill Frisell, Ron Carter, Paul Motian (Nonesuch).
- 2008: History, Mystery (Nonesuch) – mit Eyvind Kang, Ron Miles, Hank Roberts, Jenny Scheinman, Tony Scherr, Greg Tardy, Kenny Wollesen.
- 2009: Disfarmer (Nonesuch) – inspiriert von den Photographien Mike Disfarmers – mit Viktor Krauss, Greg Leisz, Jenny Scheinman.
- 2009: All Hat (Original Motion Picture Soundtrack des Films von Leonard Farlinger) (EmArcy) – mit Scott Amendola, Mark Graham, Viktor Krauss, Greg Leisz, Jenny Scheinman.
- 2010: Beautiful Dreamers (Savoy) – mit Eyvind Kang, Rudy Royston.
- 2011: Sign of Life: Music for 858 Quartet (Savoy) – mit Eyvind Kang, Hank Roberts, Jenny Scheinman.
- 2011: All We Are Saying... (Tribute to the music of John Lennon) (Savoy) – mit Greg Leisz, Jenny Scheinman, Tony Scherr, Kenny Wollesen.
- 2013: Silent Comedy (Tzadik)
- 2013: Big Sur (Okeh) – mit Eyvind Kang, Hank Roberts, Rudy Royston, Jenny Scheinman.
- 2014: Guitar in the Space Age! (Okeh) – mit Greg Leisz, Tony Scherr, Kenny Wollesen.
- 2016: When You Wish Upon a Star (Okeh) – mit Petra Haden, Eyvind Kang, Thomas Morgan, Rudy Royston.
- 2018: Music IS (Okeh) – solo.
- 2019: Harmony (Blue Note)
- 2020: Valentine (Blue Note) – mit Thomas Morgan, Rudy Royston.
- 2024: Breaking the Shell – mit Andrew Cyrille, Kit Downes

### Kompilationen
- 1990: Works (ECM)
- 2000: A-Collection (WEA)
- 2002: Rarum V: Selected Recordings of Bill Frisell (ECM)
- 2009: The Best of Bill Frisell, Vol. 1 – Folk Songs (Nonesuch)

### Live Download Series
- #001: Recorded Live in Bochum, Germany 05/22/04 (Songline/Tonefield Productions, 2009), mit Ron Miles, Jenny Scheinman, Viktor Krauss, Matt Chamberlain[1]
- #002: Recorded Live in San Francisco, CA 03/16/07 (Songline/Tonefield Productions, 2009) solo
- #003: Recorded Live in San Francisco, CA 02/05/05 (Songline/Tonefield Productions, 2009), mit Eyvind Kang, Hank Roberts, Jenny Scheinman
- #004: Recorded Live in New York, NY 05/01/04 (Songline/Tonefield Productions, 2009), mit Sam Yahel, Brian Blade
- #005: Recorded Live in London, UK 11/15/05 (Songline/Tonefield Productions, 2009), mit Jenny Scheinman und Greg Liesz
- #006: Recorded Live in Boulder, CO 11/05/03 (Songline/Tonefield Productions, 2009), mit Vinicius Cantuária, Christos Govetas, Greg Liesz, Jenny Scheinman
- #007: Recorded Live in Seattle, WA 02/21/06 (Songline/Tonefield Productions, 2009), mit Tony Scherr, Kenny Wollesen, Hank Roberts, Jenny Scheinman, Eyvind Kang
- #008: Recorded Live in New York, NY 09/26/96 (Songline/Tonefield Productions, 2010), mit Eyvind Kang, Curtis Fowlkes, Don Byron und Ron Miles
- #009: Recorded Live in New York, NY 10/12/92 (Songline/Tonefield Productions, 2010), mit Curtis Fowlkes, Don Byron, Billy Drewes, Kermit Driscoll, Joey Baron
- #010: Recorded Live in Oakland, CA 0715/89 (Songline/Tonefield Productions, 2010), mit Hank Roberts, Kermit Driscoll, Joey Baron
- #011: Recorded Live in Budapest, Hungary 03/29/03 (Songline/Tonefield Productions, 2010), mit Greg Liesz, Kenny Wollesen und David Piltch
- #012: Recorded Live in Seattle, WA 07/16/02 (Songline/Tonefield Productions, 2010), mit Jenny Scheinman und Ron Miles
- #013: Recorded Live in Tokyo, Japan 07/21/00 (Songline/Tonefield Productions, 2010), mit Tony Scherr und Kenny Wollesen

## Zusammenarbeiten
- 1984 mit Tim Berne: Theoretically (Empire)
- 1985 mit Vernon Reid: Smash & Scatteration (Ryko)
- 1987 mit Power Tools, Trio mit Melvin Gibbs und Ronald Shannon Jackson: Strange Meeting (Antilles)
- 1989 mit PowerTools – Live at the Knitting Factory 1989 (ed. 2020)
- 1994 mit Gary Peacock: Just So Happens (Postcards)
- 1995 mit Victor Bruce Godsey und Brian Ales: American Blood / Safety in Numbers (Intuition)
- 1995 mit Elvis Costello: Deep Dead Blue (Nonesuch)
- 1997 mit Michael White: Motion Pictures (Intuition)
- 1998 mit Fred Hersch: Songs We Know (Nonesuch)
- 2001 mit Dale Bruning: Reunion (Jazz Link Enterprises)
- 2003 mit Petra Haden: Petra Haden and Bill Frisell (True North)
- 2006 mit Jack DeJohnette: The Elephant Sleeps but Still Remembers (Golden Beams)
- 2008 mit Jim Hall: Hemispheres (ArtistShare)
- 2009 mit Jakob Bro: Balladeering (Loveland)
- 2011 mit Jakob Bro: Time (Loveland)
- 2011 mit Vinicius Cantuária: Lágrimas Mexicanas (Naive)
- 2012 mit Lee Konitz, Gary Peacock und Joey Baron: Enfants Terribles: Live at the Blue Note (Half Note)
- 2013 mit Jakob Bro: December Song (Loveland)
- 2017 mit Thomas Morgan: Small Town (ECM)
- 2018 mit Andrew Cyrille und Wadada Leo Smith: Lebroba (ECM)
- 2019 mit Thomas Morgan: Epistrophy (ECM)
- 2022 Charles Lloyd, Bill Frisell, Thomas Morgan: Trios: Chapel (Blue Note Records 2022; Jahrespreis Preis der deutschen Schallplattenkritik)[2]
- 2024 mit Jakob Bro, Lee Konitz, Jason Moran, Thomas Morgan, Andrew Cyrille: Taking Turns (ECM), Avatar Studios, New York City, März 2014

## Mit Paul Motian und Joe Lovano
- 1982: Paul Motian Band – Psalm (ECM) mit Ed Schuller und Billy Drewes
- 1984: Paul Motian – The Story of Maryam (Soul Note) mit Ed Schuller und Jim Pepper
- 1985: Paul Motian Quintet – Jack of Clubs (Soul Note) mit Ed Schuller and Jim Pepper
- 1985: Paul Motian Trio – It Should’ve Happened a Long Time Ago (ECM)
- 1987: Paul Motian Quintet – Misterioso (Soul Note) mit Ed Schuller und Jim Pepper
- 1988: Paul Motian – Monk in Motian (JMT) mit Geri Allen und Dewey Redman
- 1989: Paul Motian – On Broadway Volume 1 (JMT) mit Charlie Haden
- 1989: Paul Motian Trio – One Time Out (Soul Note)
- 1989: Joe Lovano Wind Ensemble – Worlds (Label Bleu)
- 1990: Paul Motian – Bill Evans (JMT) mit Marc Johnson
- 1990: Paul Motian – On Broadway Volume 2 (JMT) mit Charlie Haden
- 1992: Paul Motian – On Broadway Volume 3 (JMT) mit Lee Konitz und Charlie Haden
- 1992: Paul Motian – Motian in Tokyo (JMT)
- 1994: Paul Motian Trio – Trioism (JMT)
- 1995: Paul Motian Trio – At the Village Vanguard (JMT)
- 1997: Paul Motian Trio – Sound of Love (Winter & Winter)
- 2005: Paul Motian Trio – I Have the Room Above Her (ECM)
- 2007: Paul Motian Trio – Time and Time Again (ECM)
- 2011: Paul Motian – The Windmills of Your Mind (Winter & Winter) mit Thomas Morgan und Petra Haden (ohne Lovano)

## Mit John Zorn
- 1986: The Big Gundown (Elektra/Nonesuch)
- 1986: Godard auf dem französischen Sampler Godard ça vous chante? (Nato, auf Tzadik-Kompilation Godard/Spillane 1999 wiederveröffentlicht)
- 1987: Cobra (HatHut)
- 1987: Spillane (Elektra/Nonesuch; Titelstück auf Tzadik 1999 wiederveröffentlicht)
- 1988: News for Lulu (HatHut)
- 1989: Filmworks VII: Cynical Hysterie Hour (CBS/Sony (Japan))
- 1990: More News for Lulu (HatHut)
- 1992: Filmworks 1986-1990 (Elektra/Nonesuch)
- 1996: Filmworks III: 1990-1995 (Toys Factory)
- 1997: New Traditions in East Asian Bar Bands (Tzadik)
- 2003: Masada Guitars (Tzadik)

## Mit Naked City
- 1989: Naked City (Elektra/Nonesuch)
- 1990: Torture Garden (Shimmy Disc; 1996 als Black Box auf Tzadik wiederveröffentlicht)
- 1992: Grand Guignol (Avant)
- 1992: Leng Tch’e (Toys Factory; 1996 als Black Box auf Tzadik wiederveröffentlicht)
- 1992: Heretic (Avant2)
- 1993: Radio (Avant)
- 1993: Absinthe (Avant)
- 2002: Naked City Live, Vol. 1: The Knitting Factory 1989 (Tzadik)
- 2005: Naked City: The Complete Studio Recordings (Tzadik)

## Auf von Hal Willner produzierten Alben
- 1981: Amarcord Nino Rota (Hannibal) nur "Juliet of the Spirits" solo
- 1987: Mathilde Santing – Out of This Dream: A Third Side (Megadisc)
- 1987: Marianne Faithfull – Strange Weather (Island)
- 1988: Stay Awake: Various Interpretations of Music from Vintage Disney Films (A&M)
- 1989: Gavin Friday and the Man Seezer – Each Man Kills the Thing He Loves (Island)
- 1989: Allen Ginsberg – Lion for Real (Great Jones/Antilles)
- 1991: David Sanborn – Another Hand (Elektra/Musician) Stücke mit Frisell von Willner produziert
- 1992: Weird Nightmare: Meditations on Mingus (Columbia)
- 2000: The Million Dollar Hotel: Music from the Motion Picture (Interscope)
- 2000: Finding Forrester: Music from the Motion Picture (Columbia Legacy)
- 2002: Jeff Buckley & Gary Lucas – Songs to No One 1991-1992 (Knitting Factory) Frisell auf einem Stück
- 2006: Rogue’s Gallery: Pirate Ballads, Sea Songs, and Chanteys (Anti)

## Als Bandmitglied oder Gastmusiker auf folgenden Veröffentlichungen

### Ginger Baker Trio
(Baker, Frisell, Charlie Haden)
- 1994: Going Back Home (WEA).
- 1996: Falling Off the Roof (WEA).

### Joey Baron
(Baron, Arthur Blythe, Ron Carter, Frisell)
- 1997: Down Home (Intuition).
- 2000: We’ll Soon Find Out (Intuition).

### Andrew Cyrille Quartet
- 2016: The Declaration of Musical Independence – mit Andrew Cyrille, Frisell, Richard Teitelbaum, Ben Street (ECM)
- 2021: The News – mit Andrew Cyrille, Frisell, David Virelles, Ben Street (ECM)

### Floratone
(Matt Chamberlain, Frisell, Tucker Martine, Lee Townsend)
- 2007: Floratone (Blue Note) – mit Viktor Krauss, Ron Miles, Eyvind Kang.
- 2012: Floratone II (Savoy) – mit Mike Elizondo, Jon Brion, Ron Miles, Eyvind Kang.

### Viktor Krauss
- 2004: Far from Enough (Nonesuch) – mit Jerry Douglas, Frisell, Steve Jordan, Alison Krauss.
- 2007: II (Narada) – mit Matt Chamberlain, Frisell (nur No. 6: (I Could Have Been Your) Best Friend und No. 9: Dudeman), Dean Parks u. a.

### Sonstige
- 1978: Michel Herr, Bill Frisell, Vinton Johnson, Kermit Driscoll – Good Buddies (EMI Belgien)
- 1979: Eberhard Weber – Fluid Rustle (ECM)
- 1980: Emil Viklický, Bill Frisell, Kermit Driscoll, Vinton Johnson – Okno (Supraphon, 1997 auf Bonton wiederveröffentlicht als Okno & Dveře/Door & Window)
- 1982: Arild Andersen – A Molde Concert (ECM)
- 1982: Jan Garbarek – Paths, Prints (ECM)
- 1982: Eberhard Weber – Later That Evening (ECM)
- 1982: Mike Metheny – Blue Jay Sessions (Headfirst)
- 1983: Bob Moses – When Elephants Dream of Music (Gramavision)
- 1983: Jan Garbarek – Wayfarer (ECM)
- 1984: Bob Moses – Visit with the Great Spirit (Gramavision)
- 1985: Emil Viklický, Bill Frisell, Kermit Driscoll, Vinton Johnson – Dveře/Door (Supraphon, 1997 auf Bonton wiederveröffentlicht als Okno & Dveře/Door & Window)
- 1985: Gunter Hampel – Fresh Heat: Live at Sweet Basil (Birth)
- 1985: Billy Hart – Oshumare (Gramavision)
- 1985: Herb Robertson – Transparency (JMT)
- 1985: Marc Johnson – Bass Desires (ECM)
- 1985: Leni Stern – Clairvoyant (Passport)
- 1986: Lyle Mays – Lyle Mays (Geffen Records)
- 1986: Paul Bley Quartet – Fragments (ECM)
- 1987: Stefan F. Winter – The Little Trumpet (JMT)
- 1987: Marc Johnson’s Bass Desires – Second Sight (ECM)
- 1987: Paul Bley Quartet – The Paul Bley Quartet (ECM)
- 1987: Wayne Horvitz – The President (Dossier)
- 1987: Hank Roberts – Black Pastels (JMT)
- 1987: Tim Berne – Fulton Street Maul (CBS)
- 1988: Wayne Horvitz, Butch Morris, Robert Previte / Doug Wieselman, Bill Frisell play Robin Holcomb – Todos Santos (Sound Aspects)
- 1988: Billy Hart – Rah (Gramavision)
- 1988: Julius Hemphill – Julius Hemphill Big Band (Elektra/Musician)
- 1988: Lyle Mays – Street Dreams (Geffen)
- 1988: Bobby Previte – Claude’s Late Morning (Gramavision)
- 1990: Robin Holcomb – Robin Holcomb (Elektra/Musician)
- 1990: Ashley Maher – Hi (Virgin) Solo auf einem Stück
- 1991: Gavin Bryars – After the Requiem (ECM New Series)
- 1991: Mike Gibbs – Big Music (Venture)
- 1991: Ryuichi Sakamoto – Heartbeat (Virgin)
- 1992: Rinde Ekert – Finding My Way Home (DIW)
- 1992: Robin Holcomb – Rockabye (Elektra/Musician)
- 1992: Wayne Horvitz – Miracle Mile (Elektra Nonesuch)
- 1992: Don Byron – Tuskagee Experiments (Elektra/Musician)
- 1992: John Scofield – Grace Under Pressure (Blue Note)
- 1993: Jerry Granelli – A Song I Thought I Heard Buddy Sing (Evidence)
- 1994: Michael Shrieve – Fascination (CMP)
- 1995: Don Byron – Music for Six Musicians (Nonesuch)
- 1995: Michael Shrieve – Two Doors (CMP)
- 1996: Arto Lindsay – O corpo sutil/The Subtle Body (Ryko)
- 1997: Kenny Wheeler – Angel Song (ECM)
- 1997: Ron Miles – Womans Day (Gramavision)
- 1997: Gabriela – Detras del sol (Intuition)
- 1997: Donald Rubinstein – Time Again (Rhombus)
- 1998: Marc Johnson – The Sound of Summer Running (Verve)
- 1998: Douglas September – Ten Bulls (Sampson)
- 1999: Gabriela – Viento rojo (Intuition)
- 1999: Vinicius Cantuária: Tucumã (Verve/Polygram)
- 1999: David Sylvian – Dead Bees on a Cake (Virgin) F. auf zwei Stücken und zwei Outtakes auf Everything and Nothing (2000)
- 1999: Mike Stern – Play (WEA)
- 1999: Don Byron – Romance with the Unseen (Blue Note)
- 1999: Ron Carter Sextet – Orfeu (Blue Note)
- 2000: Living Daylights – Electric Rosary (Liquid City)
- 2000: Eyvind Kang – The Story of Iceland (Tzadik)
- 2000: Tony Scherr – Come Around (Smells Like)
- 2001: Vinicius Cantuária – Vinicius (Transparent Music) F. auf drei Stücken
- 2002: Norah Jones – Come Away with Me (Blue Note) F. auf "The Long Day Is Over"
- 2002: Sarah Siskind – Covered (Infrasound Collective)
- 2002: Robin Holcomb – The Big Time (Nonesuch)
- 2002: Ron Miles – Heaven (Sterling Circle)
- 2002: Wayne Horvitz – Film Music 1998-2001 (Tzadik)
- 2003: Danny Barnes – Dirt on the Angel (Terminus)
- 2003: Laura Veirs – Troubled by the Fire (Bella Union)
- 2003: Rickie Lee Jones – The Evening of My Best Day (V2) F. auf zwei Stücken
- 2004: Dave Douglas – Strange Liberation (RCA)
- 2004: Mylab – Mylab (Terminus)
- 2004: Mount Analog – New Skin (Filmguerro)
- 2005: Jazzensemble des Hessischen Rundfunks – Atmospheric Conditions Permitting (Radio Recordings 1967-1993) (ECM)
- 2005: Vic Chesnutt – Ghetto Bells (New West)
- 2005: Loudon Wainwright III – Here Come the Choppers (Sovereign)
- 2005: Renée Fleming with Fred Hersch and Bill Frisell – Haunted Heart (Decca)
- 2005: Lizz Wright – Dreaming Wide Awake (Verve Forecast) F. auf drei Stücken
- 2005: Heather Greene – Five Dollar Dress (BHM Music)
- 2005: Cuong Vu – It’s Mostly Residual (Intoxicate)
- 2005: Almost Heaven: Original Soundtrack (Island)
- 2005: Jenny Scheinman – 12 Songs (Cryptogramophone)
- 2005: David Binney – Out of Airplanes (BeenKnee)
- 2006: Jonah Smith – Jonah Smith (Relix)
- 2006: Gabriela – El viaje (Intuition)
- 2006: Gianmaria Testa – Da questa parte del mare (Le Chant du Monde)
- 2007: Donald Rubinstein – Knightriders (Perseverance)
- 2007: Lucinda Williams – West (Anti)
- 2007: Joe Henry – Civilians (Anti)
- 2008: Earth – The Bees Made Honey in the Lion’s Skull (Southern Lord)
- 2009: Richard Hell & The Voidoids – Destiny Street Repaired (Insound)
- 2009: Sam Shrieve – Bittersweet Lullabies (Colorburst Soundfield) Leonard Cohen’s "Hallelujah" und ein weiterer Song
- 2010: Buddy Miller – Buddy Miller's Majestic Silver Strings (New West) mit Marc Ribot und Greg Leisz
- 2011: Hank Roberts – Everything Is Alive (Winter & Winter)
- 2012: Shawn Colvin – All Fall Down (Nonesuch)
- 2012: Ron Miles: Quiver
- 2015: Lucinda Williams – The Ghost of Highway 20 (Highway 20)
- 2016: Kris Davis – Duopoly (Pyroclastic)
- 2017: Kramer – The Brill Building, Book Two Featuring Bill Frisell (Tzadik)
- 2017: Ron Miles – I Am a Man (Yellowbird) mit Jason Moran, Thomas Morgan und Brian Blade
- 2022: Ches Smith: Interpret It Well
- 2025: Chris Cheek: Keepers of the Eastern Door

(Hinweis: Die Diskografie folgt dem Artikel der englischen Wikipedia und ist hier nur etwas anders, d. h. mit den Jahreszahlen vorne stehend, editiert. Der englische Artikel verlinkt darüber hinaus fast jede Veröffentlichung zu einem eigenen Eintrag mit Produktionsdaten, Titelliste und Besetzung.)